# Lista chorążych reprezentacji Botswany na igrzyskach olimpijskich
Lista chorążych reprezentacji Botswany na igrzyskach olimpijskich – lista zawodników i zawodniczek reprezentacji Botswany, którzy podczas ceremonii otwarcia nowożytnych igrzysk olimpijskich nieśli flagę Botswany.

## Chronologiczna lista chorążych
| Lp. | Rok i miejsce     | Chorąży            | Dyscyplina    |
| --- | ----------------- | ------------------ | ------------- |
| 1   | 1980, Moskwa      | b.d.               |               |
| 2   | 1984, Los Angeles | Norman Mangoye     |               |
| 3   | 1988, Seul        | b.d.               |               |
| 4   | 1992, Barcelona   | b.d.               |               |
| 5   | 1996, Atlanta     | Justice Dipeba     | Lekkoatletyka |
| 6   | 2000, Sydney      | Gilbert Khunwane   | Boks          |
| 7   | 2004, Ateny       | Khumiso Ikgopoleng | Boks          |
| 8   | 2008, Pekin       | Samantha Paxinos   | pływanie      |
| 9   | 2012, Londyn      | Amantle Montsho    | Lekkoatletyka |
| 10  | 2016, Rio         | Nijel Amos         | Lekkoatletyka |
| 11  | 2020, Tokio       | Amantle Montsho    | Lekkoatletyka |
| 11  | 2020, Tokio       | Rajab Mahommed     | Boks          |